# Assas
Assas är en kommun i departementet Hérault i regionen Occitanien i södra Frankrike. Kommunen ligger i kantonen Castries som tillhör arrondissementet Montpellier. År 2022 hade Assas 1 430 invånare.

## Befolkningsutveckling
Antalet invånare i kommunen Assas
Referens:INSEE